# Аблуччя
Аблуччя (рос. Аблучье) — селище Озерського міського округу, Калінінградської області Росії. Входить до складу Новостроєвського сільського поселення.
Населення —  94 особи (2015 рік). 

## Населення
| 2002 | 2010 |
| ---- | ---- |
| 107  | ↘94  |